# Погребенник, Фёдор Петрович
Фёдор Петрович Погребе́нник (1929—2001) — советский и украинский литературовед.

## Биография
Родился 23 июня 1929 года в селе Рожнов (ныне Ивано-Франковская область, Украина). Он был первенцем у родителей — Петра Фёдоровича и Марии Онуфриевны.
После окончания Рожновской семилетней школы продолжил обучение в Косовской средней школе, которую окончил в 1948 году и поступил в Черновицкий государственный университет на филологический факультет, который окончил в 1953 году. Женился на Ярославе Михайловне Базник, которая родилась в 1931 году в семье учителей на Познанщине (Польша). С 1933 года Ярослава с отцом проживала в Косове, а мать продолжала учительствовать в Польше.
Работал заместителем по научной работе Черновицкого краеведческого музея, а с 1959 года — в Институте литературы имени Т. Г. Шевченко АН УССР в Киеве. Доктор филологических наук, профессор, учёный-энциклопедист, член СПУ, автор многих очерков, статей, сотрудник Лондонского журнала, член Гуцульского исследовательского института в США, член редколлегии Украинской литературной энциклопедии, один из активных авторов журнала «Слово и время», главный библиограф Национальной парламентской библиотеки.
Умер 10 января 2001 года. Похоронен в Киеве на Байковом кладбище. Его дело продолжает сын Владимир Фёдорович — литературовед, профессор, работает в Национальном педагогическом университете имени Н. П. Драгоманова.

## Научная деятельность
Исследователь украинской литературы конца XIX — начала XX века, межславянских литературных взаимоотношений, истории украинской критики и журналистики, текстолог.
Секретарь редколлегии 50-томного издания сочинений И. Я. Франко,
- составитель и автор предисловия двохтомника «Гнат Хоткевич. Сочинения в двух томах», (1966),
- автор монографии «Осип Маковей» (1969),
- «Лесь Марювич» (1971),
- «Василий Стефаник в славянских литературах» (1976)
- «Страницы жизни и творчества Василия Стефаника» (1980),
- «Василий Стефаник: жизнь и творчество в документах, фотографиях, иллюстрациях» (1987),
- один из авторов и составителей 8-томной «Истории украинской литературы»,
- изданий «Мировое величие Шевченко» (1967),
- «Ольга Кобылянская в критике и воспоминаниях» (1963),
- автор книги «Наша думе, наша песня» (1991),
- очерка «Богдан Лепкий» (1992),
- справочника «С Украиной в сердце» (1995) о писателях-эмигрантах, выходцах с Украины.

Многочисленные статьи в УРЭ, УЛЭ, Шевченковском словаре, библиографический указатель, составленный к его семидесятилетию, содержит 1299 позиций.
Подготовил к печати, написал послесловие, вместил иллюстрированные материалы собственного собрания к книге «Иван Сеньков. Гуцульское наследие». (Киев, Украиноведение 1995). Автор статей, непосредственно касающихся Гуцульщины и писателей, связанных с ней, «Гнат Хоткевич и его историческая проза».

## Награды и премии
- Государственная премия УССР имени Т. Г. Шевченко (1988) — за разработку научных принципов, составление, подготовку текстов и комментарии собрания сочинений И. Я. Франко в 50 томах

## Труды
Полная библиография трудов Погребенныка составляет 1300 названий.

### Публикации о Франко
- Погребенник Ф. «Великі роковини» Івана Франка / Ф. Погребенник // Дніпро. — 1990. — № 5. — С. 110—111.
- Погребенник Ф. З ким тільки доля не зводила І. Франка: [І. Франко у розвідці вчен.-етнографа П. Рябкова «По восточной Галиции и Буковине»] / Ф. Погребенник // Голос України. — 1996. — 5 листоп.
- Погребенник В. Іван Франко та Станіслав Вінценз: «Гуцульські зустрічі» життєтворчости / В. Погребенник // Сівач духовності: зб. спогадів, ст. і матеріалів, присвяч. проф. В. Полєку. — Івано-Франківськ: [б. в.], 2003. — С. 117—128.
- Франкіана Федора Погребенника: бібліогр. покажч. / упоряд. Г. Горбань ; Івано-Франківська обл. наукова б-ка ім. І. Франка. — Івано-Франківськ: [Івано-Франківська обл. наукова б-ка ім. І. Франка.], 1999. — 10 с.